# Военная тревога 1875 года
Военная тревога 1875 года — исторический термин, обозначающий комплекс военных предприятий и маневров германской и французской армий, устроенных вблизи франко-германской границы в 1875 году. В широком смысле означает военно-политический кризис в Европе, возникший из-за угрозы новой войны между Францией и Германией и нового, причём уже полного разгрома Франции после 1871 года.

## Предыстория

### Франко-германский конфликт (1873—1874)
Почти одновременно с заключением союза трёх императоров, после ухода Тьера в отставку, во Франции к власти пришло правительство монархистов, наиболее ярых сторонников реванша. Теперь Бисмарк опасался, что с приходом к власти монархистов Франция станет более «союзоспособной» — как ортодоксальные католики они сумеют сблизиться с клерикальным австрийским двором, а в качестве политических единомышленников войдут в доверие российского императора.
Ещё важнее было то, что в 1872 году Франция приняла систему всеобщей воинской повинности и начала быстро восстанавливать свою армию.
Чтобы предотвратить воссоздание вооружённых сил Франции, канцлер был готов прибегнуть к угрозе войной. В совершенно секретной переписке ещё в 1871 году он сообщал своим подчинённым, что «незачем ждать», пока Франция восстановит свои силы, а, напротив, как только этот процесс начнется, «нужно будет тотчас вновь нанести ей удар».
В сентябре 1873 года германские оккупационные войска покинули территорию Франции. Благодаря этому обстоятельству Франция получила возможность проявлять бо́льшую независимость в своей внешней политике. Это чрезвычайно раздражало Бисмарка.
Тотчас же представился повод для нового конфликта. Ещё в августе 1873 года епископ Нанси (город на оставшейся у Франции части Лотарингии) прочитал на церковной кафедре свое «пастырское послание», в котором призвал верующих молиться за возвращение Эльзас-Лотарингии Франции. В епархию епископа Нанси входила и часть германской Лотарингии. Послание было прочитано с церковных кафедр и опубликовано в католической печати на немецкой территории.
Бисмарк решил использовать этот повод для дипломатического наступления против Франции. Он потребовал от французского правительства сурово наказать епископа, призывавшего германских подданных к отделению от своего государства.
Новый французский министр иностранных дел, герцог де Брольи, в свою очередь заявил, что правительство Франции не поддерживает пропаганды реваншистов, однако от репрессий против епископа он уклонился. Переговоры между Францией и Германией затянулись. Тогда Бисмарк мобилизовал против Франции свою прессу.
Она быстро открыла яростную кампанию по поводу выступления французского епископа, обвиняя Францию в подготовке реванша и требуя от германского правительства ответных мероприятий.
В военном аспекте для Германии война с Францией в 1874—1875 годах была бы выгодна, ведь на стороне Германии был в то время ещё больший перевес в силах, чем в 1870 году; через несколько лет положение могло и измениться.
Однако германскому правительству ещё оставалось урегулировать вопрос дипломатического характера. Он заключался в том, можно ли будет обеспечить нейтралитет других великих держав и локализовать новую франко-германскую войну, как и предыдущую.
Французское правительство осознало опасность. 26 декабря 1873 года французский посол Гонто-Бирон отправил из Берлина доклад, в котором выражал серьёзное опасение, что Бисмарк готовит новую войну. К этому времени де Брольи на посту министра иностранных дел сменил герцог Деказ. Он решил поставить Бисмарка перед угрозой международной изоляции. Пользуясь тем, что ни Вена, ни Петербург, ни Лондон не желали в то время дальнейшего усиления Германии, Деказ обратился к Австро-Венгрии, России и Великобритании с заявлением, что Германия намерена начать войну против Франции, и попросил у них защиты.
При обращении к правительству Австро-Венгрии Деказ сделал особый акцент на истории с епископом, затронув религиозные чувства императора-католика Франца-Иосифа и могущественных клерикальных кругов. Во всех трёх странах ноты французского правительства не остались без ответа. Французский демарш как раз совпал с визитом Франца-Иосифа в Петербург, куда император прибыл 13 февраля 1874 года в сопровождении австро-венгерского министра иностранных дел графа Андраши. Здесь, в российской столице, Горчаков и Андраши совместно посетили французского посла и заверили его, что осуждают действия Бисмарка.
Помимо этого, британская королева написала личное письмо германскому императору Вильгельму I. Королева Виктория предупреждала императора, что если бы Германия начала новую войну против Франции, это могло бы привести к плачевным последствиям.
Осознав, что международная обстановка складывается неподходящая, Бисмарк отступил. 17 февраля он дал распоряжение приостановить дальнейшее развитие конфликта, вызванного антигерманским выступлением французского епископа.

### Миссия Радовица (февраль 1875 года)
Потерпев неудачу, Бисмарк решил предпринять более действенные меры для изоляции Франции, и решил начать с переговоров с наиболее опасным из её защитников — Россией.
Он планировал завлечь Россию возможностью германских уступок по Ближнему Востоку. Во-первых, в то время российское правительство стремилось установить над ним свой контроль. Во-вторых, Германия не имела там своих интересов: экономическое проникновение Германии в эту область в то время было ещё очень малым. А Бисмарк всегда старался предложить то, что было не нужно или не принадлежало Германии.
В начале февраля 1875 года Бисмарк направил в Петербург с специальной миссией одного из своих дипломатов, Радовица, который пользовался особым доверием канцлера.
Первые беседы Радовица в Петербурге отличались чрезвычайной туманностью, ведь он пока лишь осторожно зондировал обстановку. Императору Александру II и Горчакову посланник сказал, что его цель — установить путём обмена мнений единство политической линии России и Германии. Царь же выразил радость по поводу согласия, существующего между тремя императорскими дворами, и заявил о своём намерении поддерживать статус-кво на Востоке.
Затем царь стал уверять Радовица, что Россия не собирается захватывать Константинополь. Однако тут же он поставил вопрос, кому достанется Константинополь в случае распада Турции и кто будет тогда контролировать те народы, которые живут сейчас под властью Порты.
В ответ Радовиц лишь туманно и одновременно многозначительно намекнул на возможность русско-германского политического сотрудничества. В последующие дни он принялся за урегулирование спровоцированных Бисмарком незначительных балканских политических трений, что являлось официальной целью его визита. Эти трения были устроены Бисмарком специально, чтобы дать Радовицу формальный повод приехать в Петербург.
Через несколько дней Радовиц снова заговорил о более значимых делах. Он заявил Горчакову, что «Германия стремится быть полезной для русской политики и расположена присоединиться к русской точке зрения на большие вопросы, то есть на те вопросы, которые для России являются большими».
Иначе говоря, Радовиц намекал на то, что поддержка Германией устремлений российского правительства на Ближнем Востоке вполне реальна. Горчаков же заверил Радовица в непоколебимости русско-германской дружбы.

После этого Бисмарк решил, что почва достаточно подготовлена. Тогда он позволил своему посланнику наконец открыть истинную цель миссии. Радовиц прямо попросил Горчакова оказать такое воздействие на Францию, чтобы она лишилась надежд на поддержку России. Как пояснял Бисмарк в инструкции, посланной Радовицу: 
«Мы чувствительны не в Сербии и даже не в Польше, а там, откуда Европе грозит опасность, а именно с запада»
Когда за туманные посулы Горчакова попросили отказаться от дипломатической поддержки Франции, русский министр показал, что не поддастся на уловки германской дипломатии. Горчаков уклонился от обсуждения французских дел.

## Военные и дипломатические действия Франции и Германии в ходе тревоги
3 февраля 1875 года Германия предъявила Бельгии требование ввести на своей территории запрет антигерманской агитации. Поводом послужили выступления бельгийских католиков в защиту католиков, преследуемых германским правительством.
Такое вмешательство во внутренние дела Бельгии могло создать в любой момент предлог для разрыва с ней и использования бельгийской территории для военных действий против Франции. Одновременно Германия продолжила угрожать Франции.
В ответ на манёвр Бисмарка, в марте 1875 года во Франции приняли закон об увеличении состава полка с трёх батальонов до четырёх. Благодаря этому контингент французской армии мирного времени увеличивался на 144 тысячи человек. В свою же очередь бисмарковская пресса пустила слух, будто французское правительство массово закупает в Германии лошадей для армии. 4 марта 1875 года был издан императорский указ о запрете вывоза лошадей.
Перед русским послом Бисмарк пытался скрыть истинные цели этого предмобилизационного мероприятия, уверяя, будто указ вызван необходимостью сохранить конское поголовье для приближающихся полевых работ. Однако канцлер не мог не признать, что подобные меры обычно применяются в военных целях.
Тем временем подконтрольная Бисмарку пресса продолжила свою кампанию против Франции. В инспирированной канцлером статье «Kölnische Zeitung» от 5 апреля 1875 года указывалось на вероятность соглашения Франции с Австро-Венгрией и Италией и на спешные военные приготовления Франции.
9 апреля последовала также инспирированная канцлером статья в бисмарковской газете «Rost» под кричащим заголовком «Предвидится ли война?» Статья опровергала сообщение «Kölnische Zeitung» о нелояльности Австро-Венгрии, но полностью подтверждала сведения об угрожающей позиции Франции. Эти статьи вызвали переполох.
В беседах с дипломатами в Берлине одновременно высказывались следующие вещи: Бисмарк твердил о том, что Франция готовит немедленное нападение, а Мольтке — что Германия должна его предупредить и что «война, таким образом, станет неизбежной».
Однако французское правительство не поддалось провокациям. При содействии посла Франции в Берлине Гонто-Бирона Деказ сумел обернуть против Бисмарка то самое оружие, которым тот действовал против Франции. Собирая решительно всё, что только можно было услышать об агрессивных замыслах Бисмарка, Деказ попытался мобилизовать Россию и Великобританию на выступление в защиту Франции.
21 апреля 1875 года Радовиц, уже вернувшийся в Берлин, сказал французскому послу, что в Германии многие политические деятели ввиду военных приготовлений Франции считают необходимой превентивную войну. Узнав об этом, Деказ призвал к себе парижского корреспондента «Times» Генриха Бловица. Результатом их беседы явилась алармистская статья в «Times» и вслед за ней — резкая антигерманская кампания в большей части британской прессы.
Затем Деказ разослал французским представителям за границей копию донесения Гонто-Бирона о беседе с Радовицем, предлагая обратить внимание держав на германскую военную угрозу.
Призыв Деказа снова не остался без ответа: французский посол в Петербурге получил от царя и Горчакова обещание дипломатической поддержки в случае нападения Германии на Францию.
В Лондоне французский демарш совпал с поступлением тревожных сведений относительно планов германского вторжения в Бельгию.
Дизраэли, сменивший Уильяма Гладстона в 1874 году на посту премьера, был явно обеспокоен возможностью появления Германии у побережья Ла-Манша и ещё больше — перспективой нового разгрома Франции: наличие в Западной Европе двух соперничающих великих держав было безусловно выгодно Великобритании. Не зря Великобритания всегда стремилась к поддержанию «европейского равновесия» и к предотвращению гегемонии той или иной державы на европейском континенте.
Подобно тому как Великобритания когда-то боролась вместе с Россией против Наполеона, так и теперь Дизраэли выступил против Бисмарка совместно с российским правительством. Дизраэли по этому поводу публично сравнил Бисмарка с Наполеоном и заявил о необходимости союза с Россией для сдерживания германской экспансии в Европе.

Министр иностранных дел в кабинете Дизраэли лорд Дерби поручил британскому послу в Берлине лорду Одо Расселлу «употребить все усилия», чтобы положить конец «недоразумениям» между Францией и Германией. Дерби писал Расселлу:
«Полагают, что русский император будет говорить в этом же смысле во время своего пребывания в Берлине. Если он сделает это, вы должны его всемерно поддержать в интересах сохранения мира»
Во время очередного визита царя в Берлин разыгрался финал дипломатического поединка Горчакова и Бисмарка. При встрече обоих канцлеров Бисмарк всячески уверял Горчакова, что не собирается нападать на Францию. Инспирированные им самим слухи он приписывал махинациям биржевых брокеров, играющих на понижение, и в частности интригам герцога Деказа, «заинтересованного в биржевых операциях».
Бисмарк заявил, что Мольтке в политике неопытен и что его заявления о превентивной войне не имеют никакого политического значения. Обвинять же самого Бисмарка в намерении вызвать войну — значит считать его неадекватным. То же самое он сообщил и британскому послу Расселлу в ответ на запрос Дерби.
Перед отъездом из Берлина Горчаков послал всем российским посольствам и миссиям следующую телеграмму: «Император покидает Берлин, уверенный в господствующих здесь миролюбивых намерениях. Сохранение мира обеспечено». Эта телеграмма была послана шифром, но вскоре стала достоянием гласности. Она создавала впечатление, что лишь воздействие России предотвратило вторичный разгром Франции. Такое впечатление ещё усиливалось благодаря тому, что в печать телеграмма попала в искажённом виде: вместо «сохранение мира обеспечено» было напечатано: «теперь (то есть после приезда царя) мир обеспечен».
У Бисмарка эта телеграмма вызвала гнев. По свидетельству самого Бисмарка, он сообщил  самому Александру II о «нечестном» поступке Горчакова. В ответ же император хладнокровно заметил, что не следует принимать серьёзно всякое проявление «старческого тщеславия».

## Последствия
Как отмечал советский историк Аркадий Ерусалимский, главный итог этого исторического события заключался в том, что «германский милитаризм потерпел крупную дипломатическую неудачу. Он стремился к тому, чтобы закрепить международную изоляцию Франции, но его планы превентивной войны и раздутая им военная тревога привели к обратным результатам».
Определённое значение имели эти события и для России. В результате действий России в этом конфликте возрос её международный авторитет. Как писали ведущие парижские газеты, «Европа никогда не забудет, что она обязана в настоящее время миром России». Французский левый политик Поль Лафарг отмечал, что «именно Россия сохранила мир между Францией и Германией».

## Исторические оценки события
Учёные-историки создали множество трактовок тех исторических событий, которые в мировой историографии названы «военной тревогой 1875 года», и выдвинули собственные концепции их восприятия.
В своём труде «A Century of Russian Foreign Policy, 1814—1914» американский историк Барбара Джелавич подчеркивает, что «военная тревога» возникла лишь «в результате случайной комбинации обстоятельств», которые обострили германо-французские противоречия; Россия же сыграла на обострении этого конфликта в свою пользу, сначала искусственно раздув его, а затем выступив как умиротворитель.
Очевидно, такая трактовка весьма сомнительна в силу явного стремления возложить на Россию ответственность за обострение франко-германского конфликта, чреватого новой большой войной в Европе. Между тем основной причиной военной тревоги являлись прежде всего агрессивные экспансионистские намерения Германии. В обстановке военной тревоги 1875 года Германия хотела навязать Франции еще более тяжелые условия, чем в 1871 году. В частности Германия решила добиться еще больших территориальных уступок с крепостью Бельфор, дополнительной выплаты контрибуции 10 млрд. франков и ограничения размеров военных сил Франции, однако на пути этих требований стояла Россия. Россия сыграла значительную роль в предотвращении нового нападения Германии на Францию.